# 배틀 오브 더 이어
배틀 오브 더 이어(영어: Battle of the Year, BOTY)는 1990년부터 매년 10월에 독일 브라운슈바이크에서 행해지는 브레이크 댄스 대회이다.